# Joker

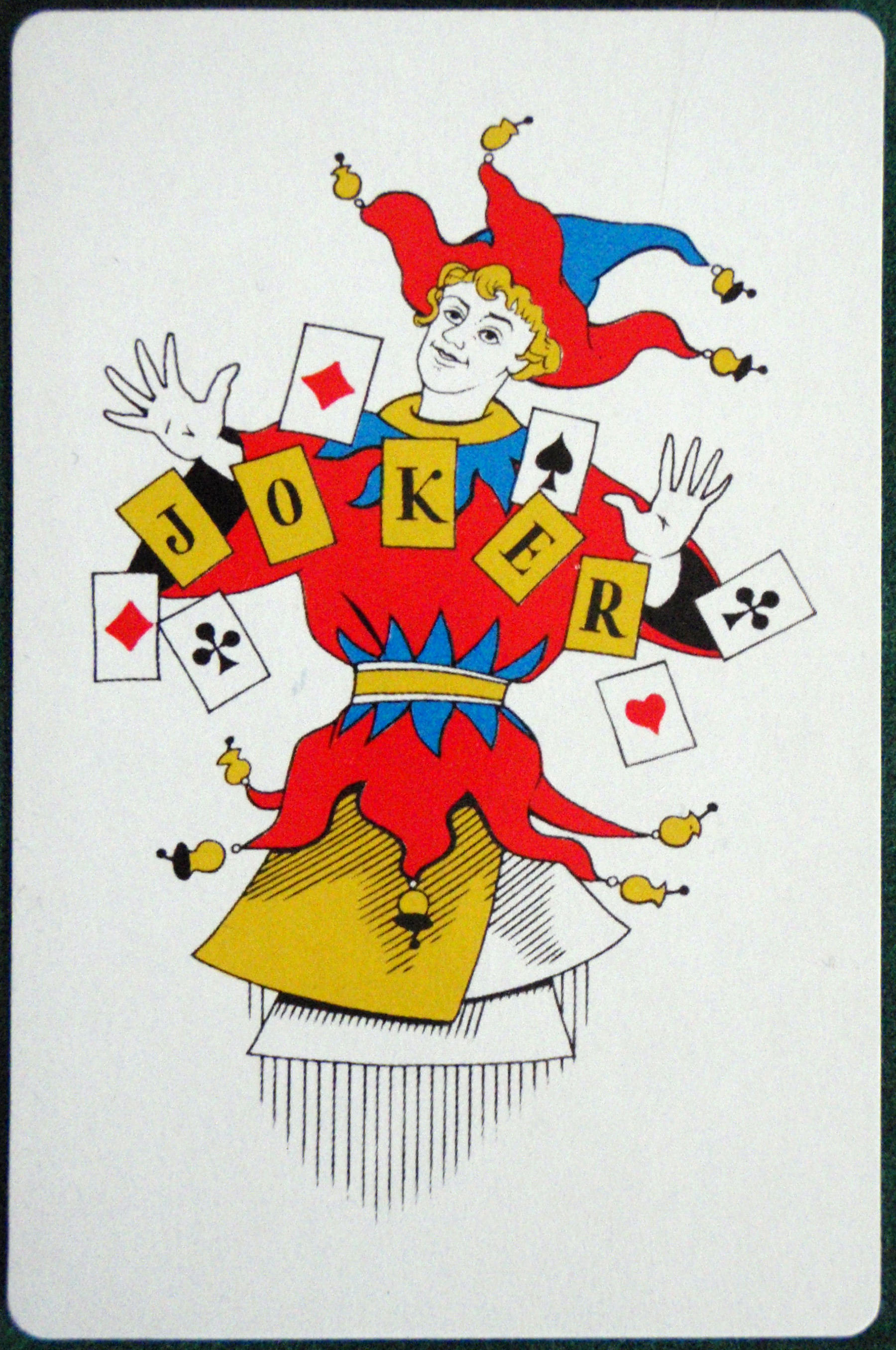
Dżoker

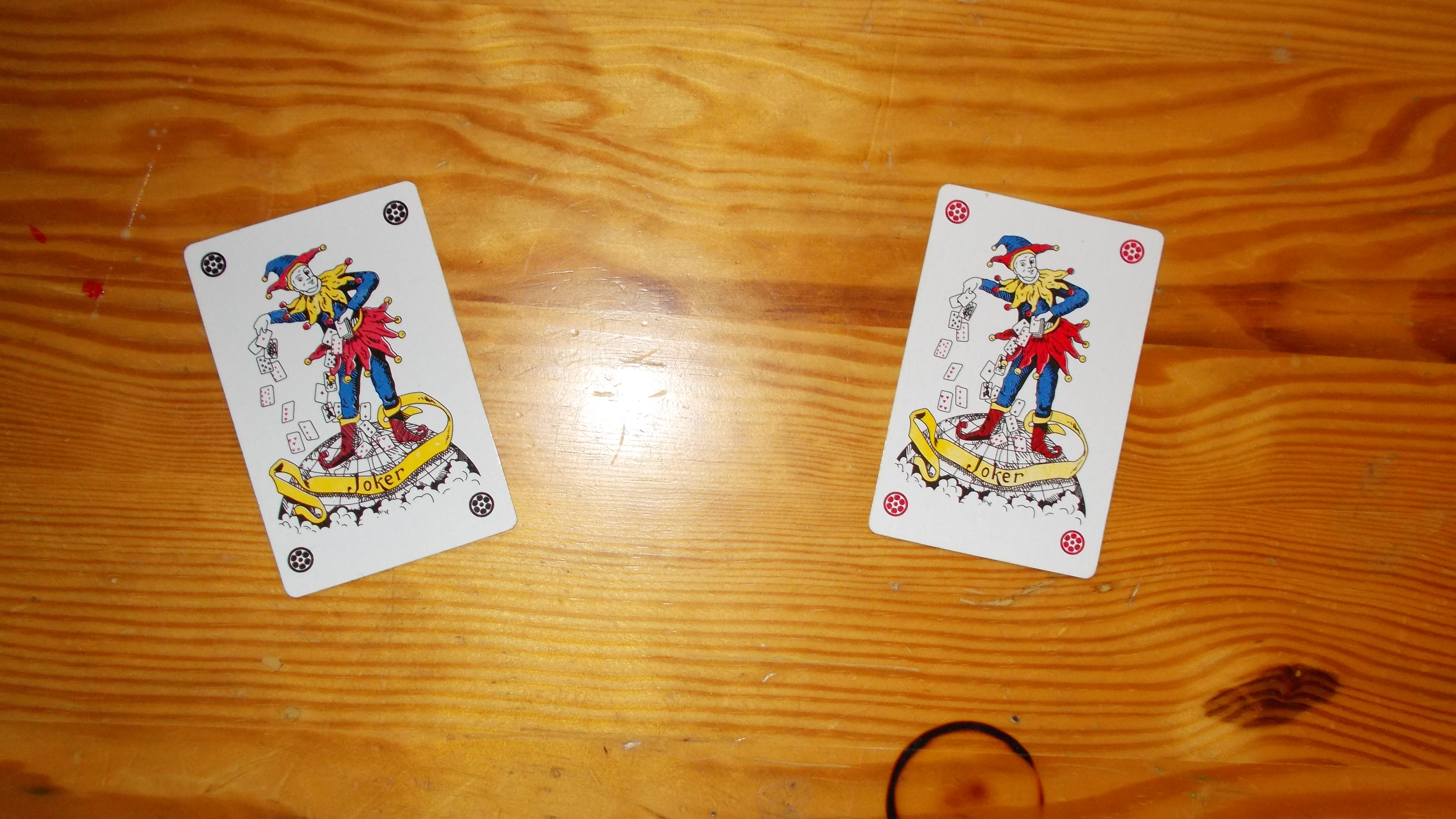
Dwa dżokery

Joker (wym. „dżoker” czyli ang. żartowniś), dżoker – jedna z kart do gry, w niektórych grach karcianych (na przykład kierki) służy do zastępowania dowolnej innej karty. W standardowej brydżowej talii kart znajdują się dwa lub trzy jokery oprócz 52 kart zwykłych. Najczęściej spotykanym wizerunkiem na jokerze jest kolorowo ubrany błazen (trefniś, ang. joker od joke – „żart”, z łac. iocus czytaj jokus) w czapce z dzwoneczkami. Jokery oprócz wizerunku błazna bywają oznaczane w narożniku karty gwiazdką lub (niekiedy, jeśli nie koliduje to z oznaczeniem waleta) literą J; spotykane są też inne oznaczenia, na przykład znakiem dolara. Spośród trzech jokerów w talii zazwyczaj dwa są „czerwone” i jeden „czarny” (lub na odwrót, czasem występują trzy jokery w trzech różnych kolorach, na przykład czarny, czerwony i niebieski), przy czym różnica ta najczęściej widoczna jest tylko na oznaczeniu w narożniku karty. Czasem bywa, że wszystkie jokery są oznaczone jednakowym kolorem.

Dżoker czerwony
Dżoker czarny
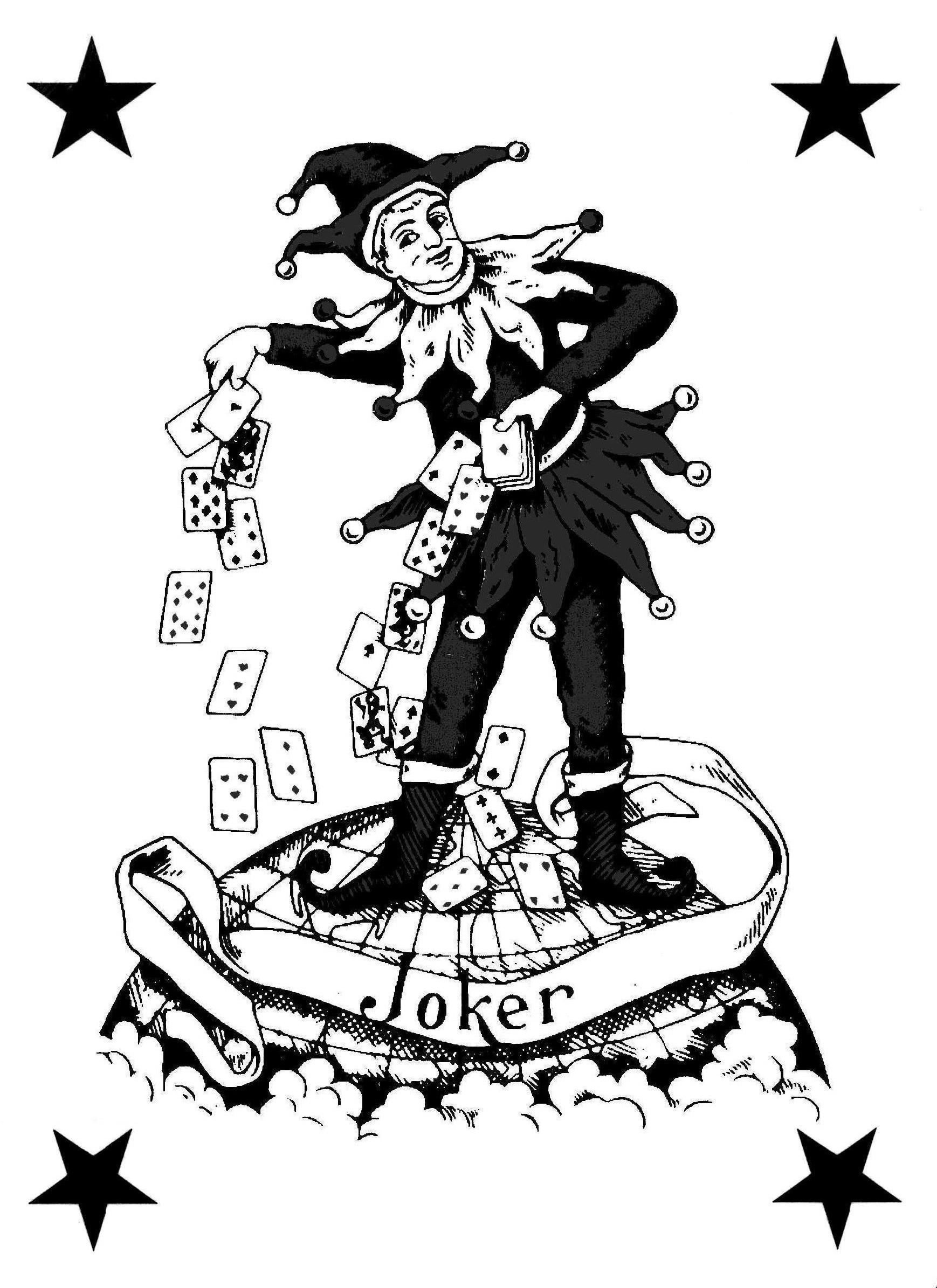
Dżoker z czarną gwiazdą

W tarocie joker określany jest nazwą Skiz; jest on najwyższą kartą w tej grze (jest najwyższym tarokiem-figurą, wyższym od wszystkich pozostałych taroków-blotek, numerowanych od 1 do 21).

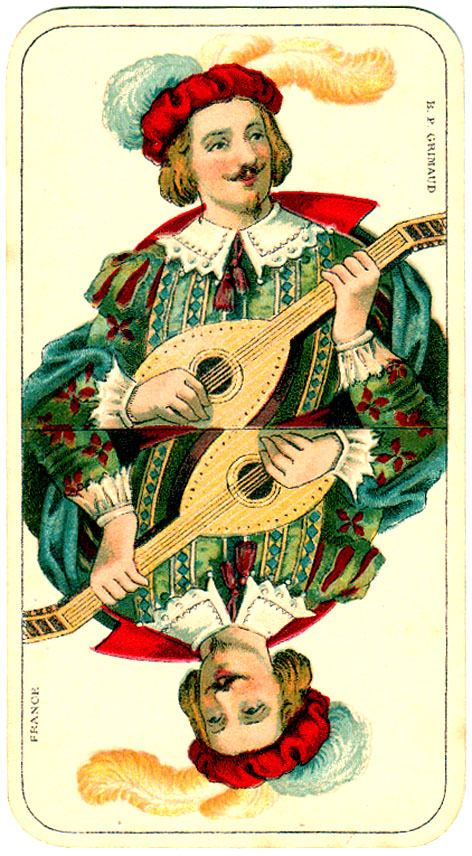
Skiz z tarota francuskiego
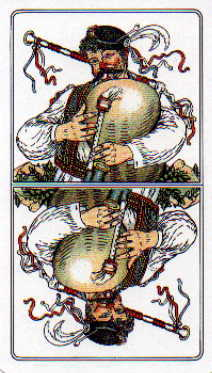
Skiz z talii Smrekarjev tarok
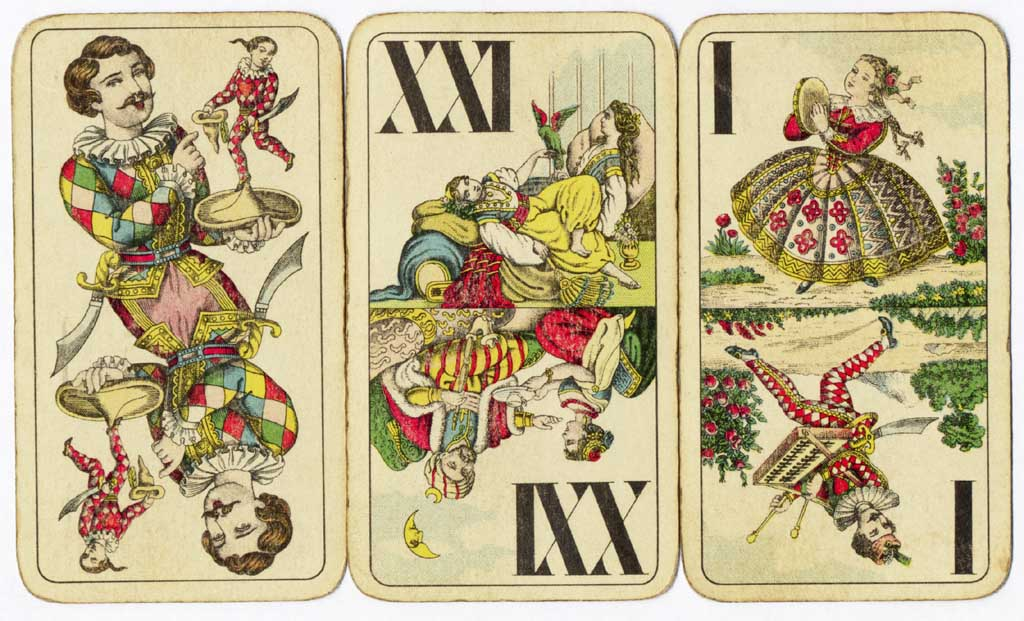
Skiz z talii Industrie und Glück
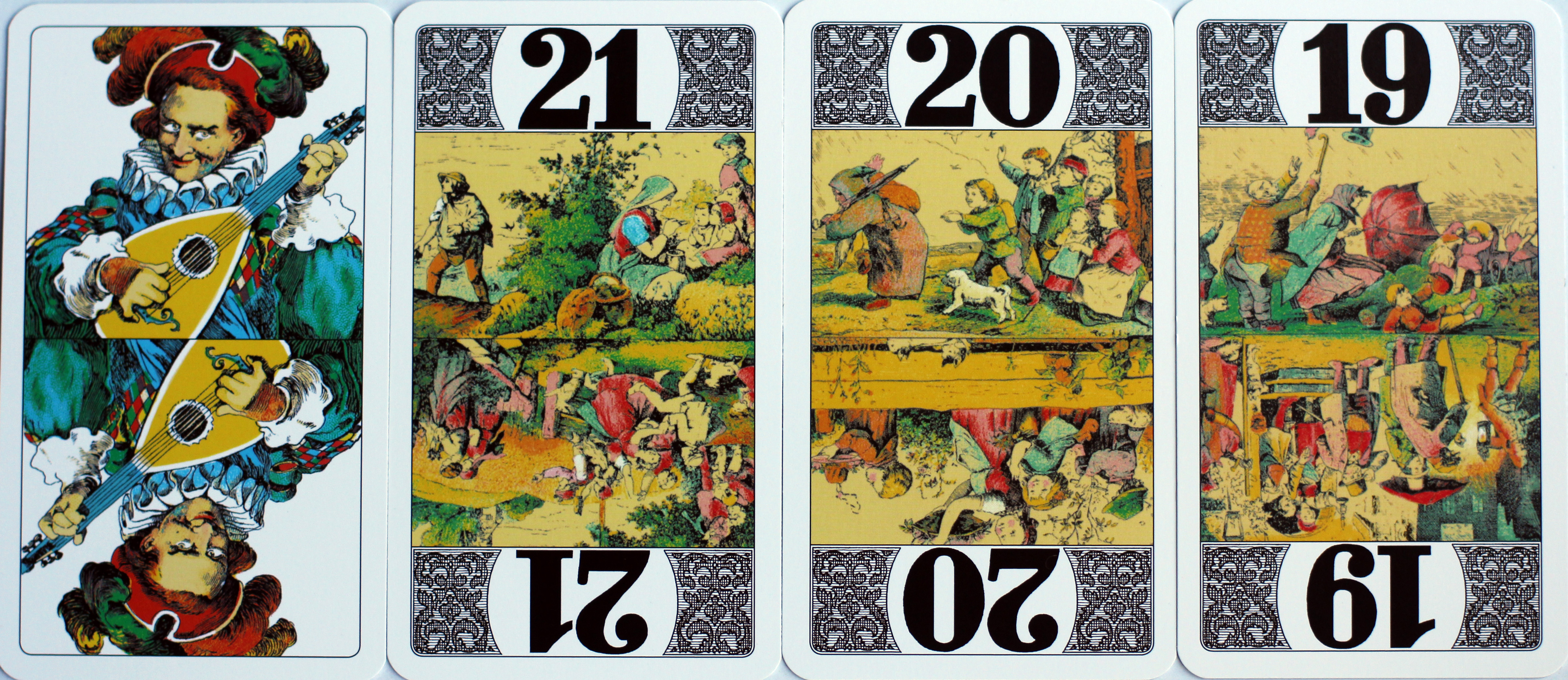
Skiz z talii Cego